# 道上拓冬
道上 拓冬（どうじょう たくと、1978年2月20日 - ）は、 日本の俳優・声優。本名、道上 拓人（読み方同じ）。旧芸名はどうじょう 拓人（読み方同じ）。兵庫県伊丹市出身。
元劇団スーパー・エキセントリック・シアター劇団員。のちフリー → ユニコンスター → 合同会社DOT（代表兼務）。

## 来歴・人物
SET研究生卒業公演の「我愛仙女」を見て俳優を志し、どうじょう 拓人名義で劇団スーパー・エキセントリック・シアターに入団。
のち退団し、フリーとなったのちユニコンスター所属となった際に芸名も現在の道上 拓冬に改名。現在は合同会社Dream Orbital Troop代表。舞台・テレビ・映画で活動中。
父は朝日放送テレビ（ABC）エグゼクティブアナウンサー兼常任顧問の道上洋三・母は声優・ナレーターの熊谷瞭子。一人っ子であり、兄弟及び姉妹はいない。

## 出演作品

### テレビ
- めちゃ×2イケてるッ!
- ホーリーランド
- スカイハイ
- 溺れる人
- RUNNER'S HIGH
- 大切なことはすべて君が教えてくれた
- チュバチュバワンダーランド（初代キャプテンC）

他

### 舞台
- 「静かなるドンチャン騒ぎ」
- 「ちぎれた雲はどこへ行く」
- 「オムニー5」
- 「VALENT」[1]
- 「PHANTOM of the SHOGIKAIKAN」[2]

他

### CM
- スクラッチ

### アニメ
- おねがいマイメロディ　キララッ（ピヨシ）　14話
- 家庭教師ヒットマンREBORN!（太猿）
- 新テニスの王子様（中河内外道、村田ヒラマサ）
- 遊☆戯☆王ZEXAL（ジャッカル）

### 映画
- メゾン・ド・ヒミコ　ロード88

### VP
- 椎名佐千子プロモーションビデオ

### イベント
- ワンピース　スペクタルステージ

他